# Made for Love
Made for Love é uma série de televisão americana de humor ácido baseado no romance de 2017 de mesmo nome escrito por Alissa Nutting. A série estreou na HBO Max no dia 1º de abril de 2021. É estrelada por Cristin Milioti, Billy Magnussen e Ray Romano. Em junho de 2021, a série foi renovada para segunda temporada.

## Premissa
Uma mulher foge de um casamento sufocante de 10 anos com um bilionário de tecnologia, mas descobre que seu marido instalou um dispositivo de rastreamento de alta tecnologia para ela. O dispositivo de monitoramento, que ele implantou em seu cérebro, permite que ele rastreie sua localização, observe-a ao vivo e conheça seus "dados emocionais" enquanto ela tenta recuperar sua independência.

## Elenco

### Principal
- Cristin Milioti como Hazel Green-Gogol
- Billy Magnussen como Byron Gogol
- Dan Bakkedahl como Herringbone
- Noma Dumezweni como Fiffany
- Ray Romano como Herbert Green
- Augusto Aguilera como Liver

### Recorrente
- Caleb Foote como Bennett
- Patti Harrison como Bangles
- Raymond Lee como Jeff
- Kym Whitley como Judiff

## Episódios

### 1.ª temporada (2021)
| N.º na série | N.º na temp. | Título                             | Dirigido por    | Escrito por                                                          | Lançamento          |
| ------------ | ------------ | ---------------------------------- | --------------- | -------------------------------------------------------------------- | ------------------- |
| 1            | 1            | "User One"                         | Stephanie Laing | Alissa Nutting & Dean Bakopoulos, Patrick Somerville e Christina Lee | 1 de abril de 2021  |
| 2            | 2            | "I Want a Divorce"                 | Alethea Jones   | Alissa Nutting & Dean Bakopoulos, Patrick Somerville e Christina Lee | 1 de abril de 2021  |
| 3            | 3            | "I Want This Thing Out of My Head" | Alethea Jones   | Alissa Nutting & Sarah Solemani                                      | 1 de abril de 2021  |
| 4            | 4            | "I Want a New Life"                | Stephanie Laing | Kim Steele & Sarah McCarron                                          | 8 de abril de 2021  |
| 5            | 5            | "I Want a Lawyer"                  | Stephanie Laing | Christina Lee                                                        | 8 de abril de 2021  |
| 6            | 6            | "I Want to Know That You Care"     | Stephanie Laing | Sarah McCarron & Sarah LaBrie                                        | 8 de abril de 2021  |
| 7            | 7            | "I Want to Feel Normal"            | Stephanie Laing | Alissa Nutting                                                       | 15 de abril de 2021 |
| 8            | 8            | "Let’s Meet"                       | Stephanie Laing | Alissa Nutting & Patrick Somerville e Christina Lee                  | 15 de abril de 2021 |

## Produção

### Desenvolvimento
A WarnerMedia deu à série um sinal verde de 10 episódios em junho de 2019, que veria a série transmitida em seu serviço de streaming HBO Max. Patrick Somerville atua como o showrunner e escreve a série, com direção de S. J. Clarkson. Em 28 de junho de 2021, a HBO Max renovou a série para segunda temporada.

### Seleção de elenco
Em julho de 2019, Cristin Milioti foi escalada como protagonista da série.Ray Romano se juntou em setembro de 2019, com seu contrato apenas por uma temporada. Noma Dumezweni entrou para o elenco em outubro de 2019, com Billy Magnussen, Dan Bakkedahl e Augusto Aguilera adicionados em novembro de 2019. Em dezembro de 2019, Raymond Lee foi escalado para um papel recorrente.

## Lançamento
A série estreou em 1º de abril de 2021 com os três primeiros episódios disponíveis imediatamente.

## Recepção
Para a série, o agregador de resenhas Rotten Tomatoes relatou uma taxa de aprovação de 93% com base em 41 resenhas críticas, com uma classificação média de 7,14/10. O consenso dos críticos do site diz: "Os riffs satíricos de Made for Love sobre tecnologia são inegavelmente inteligentes, mas os efeitos especiais mais valiosos nesta odisséia sinuosa são o carisma e o tempo cômico de Cristin Milioti." O Metacritic deu à série uma pontuação média ponderada de 67 de 100 com base em 17 análises críticas, indicando "análises geralmente favoráveis".
Nina Metz do Chicago Tribune avaliou a série 3.5/4 e achou a série "atrevidamente enfeitiçante, sarcástica e profundamente perturbadora..." Ben Travers do IndieWire deu à série um B- e disse: "Herbert é a prova que Made for Love ainda sabe o que é real: que o amor verdadeiro não pode ser quantificado, apenas sentido. Quanto mais o show nos permite senti-lo, melhor será para ele."